# Wladimir Sergejewitsch Gulewitsch

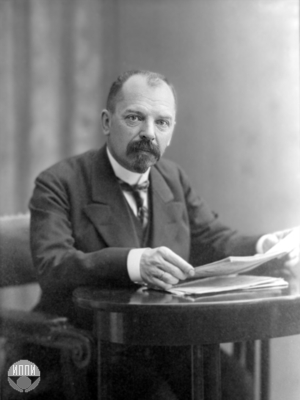
Wladimir Gulewitsch

Wladimir Sergejewitsch Gulewitsch, russisch Владимир Сергеевич Гулевич (* 6. Novemberjul. / 18. November 1867greg. in Rjasan; † 6. September 1933 in Moskau) war ein russischer Biochemiker.
Gulewitsch, der Sohn eines Schuldirektors, studierte an der Lomonossow-Universität, an der er 1890 seinen Abschluss machte und 1896 in Medizin promoviert wurde (Über Cholin und Neurin). Nachdem er zwei Jahre zur Fortbildung unter anderem in Deutschland war und 1899/1900 Professor an der Universität in Charkow war, wurde er 1901 außerordentlicher und 1904 ordentlicher Professor für medizinische Chemie an der Lomonossow-Universität, an der er ab 1907 die Abteilung medizinische Chemie leitete und auch 1919 kurz Rektor war. Er baute auch die Abteilung Biochemie an der Moskauer Medizinhochschule für Frauen auf und lehrte Organische Chemie an der Handelshochschule.
Gulewitsch isolierte als Erster Carnitin (1905 mit R. P. Krimberg) aus dem Muskelgewebe und als Erster Carnosin (1900 mit seinem Studenten Amiradzibi). Sie präparierten auch ein Platinsalz von Carnitin und bestimmten die Summenformel, die korrekte Strukturformel fand im Jahr darauf R. Krimberg. Carnitin soll auch etwa zur selben Zeit von Friedrich Kutscher in Marburg gefunden worden sein, der es Novain nannte. Seine Strukturformel war falsch und R. Krimberg bewies bald darauf, dass beide identisch sind. Er untersuchte die Spezifität proteolytischer Enzyme (wie Trypsin), indem er sie an Substraten mit kleinem Molekulargewicht testete, und weitere organische Stickstoffverbindungen wie Arginin und dessen Biochemie.
1928 wurde er Mitglied der Leopoldina und 1927 korrespondierendes und 1929 volles Mitglied der Sowjetischen Akademie der Wissenschaften.
Vor dem Ersten Weltkrieg war er auch einer der Herausgeber von Hoppe-Seyler's Zeitschrift für physiologische Chemie.